# Анюэмбе, Даниэль
Даниэль Франсис Анюэмбе (фр. Daniel Francis Anyembe; род. 22 июля 1998, Эсбьерг, Рибе) — кенийский футболист, защитник клуба «Виборг» и сборной Кении.
Анюэмбе родился в семье кенийца и датчанки.

## Клубная карьера
Анюэмбе — воспитанник клуба «Эсбьерг» из своего родного города. 4 декабря 2016 года в матче против «Брондбю» он дебютировал в датской Суперлиге. По итогам сезона клуб вылетает в Первую лиге Дании, но игрок остается в команде и спустя год помогает ей вернуться в элиту. 8 июля 2020 года в поединке против «Раннерс» Даниэль забил свой первый гол за «Эсбьерг». Летом 2021 года на правах свободного агента Анюэмбе подписал контракт на четыре года с «Виборгом». 25 июля в матче против «Брондбю» он дебютировал за новую команду. 

## Международная карьера
Даниэль выступал за юношеские и молодёжные сборные Дании, но в затем принял решение выступать за сборную родины своего отца. 28 марта 2023 года в товарищеском матче против сборной Ирана Анюэмбе дебютировал за сборную Кении. 